# Šentlambert
Šentlambert je naselje v Občini Zagorje ob Savi.